# داریویت گیم، ویکتوریا
داریویت گیم (به انگلیسی: Darraweit Guim) یک شهرک در استرالیا است که در ویکتوریا (استرالیا) واقع شده‌است.